# Armstrong (British Columbia)
|                       | Jan  | Feb  | Mär  | Apr  | Mai  | Jun  | Jul  | Aug  | Sep  | Okt  | Nov  | Dez  |   |       |
| Mittl. Tagesmax. (°C) | −1,7 | 1,6  | 8,6  | 15,3 | 19,6 | 23,7 | 26,7 | 26,7 | 20,7 | 12,7 | 3,9  | −0,9 | ⌀ | 13,1  |
| Mittl. Tagesmin. (°C) | −8,6 | −6,5 | −2,8 | 1,1  | 5    | 8,5  | 10,6 | 10,2 | 5,8  | 1    | −3   | −7   | ⌀ | 1,2   |
|                       |      |      |      |      |      |      |      |      |      |      |      |      |   |       |
| Niederschlag (mm)     | 43,9 | 32,5 | 26,9 | 29,3 | 47,8 | 50,4 | 44,5 | 40,9 | 39,8 | 35,3 | 45,5 | 50,9 | Σ | 487,7 |

| −8,6 |

| −6,5 |

| −2,8 |

| 1,1 |

| 5 |

| 8,5 |

| 10,6 |

| 10,2 |

| 5,8 |

| 1 |

| −3 |

| −7 |

| −8,6 |

| −6,5 |

| −2,8 |

| 1,1 |

| 5 |

| 8,5 |

| 10,6 |

| 10,2 |

| 5,8 |

| 1 |

| −3 |

| −7 |

Armstrong ist eine Kleinstadt im nördlichen Okanagan Valley in British Columbia, Kanada. Die Stadt liegt etwa 24 Kilometer nördlich von Vernon sowie 14 Kilometer südlich von Enderby und gehört zum Regional District of North Okanagan. Die Kleinstadt im Shuswap Highland ist dabei vollständig von der Gebietsgemeinde Spallumcheen umgeben.

## Geschichte
Ursprünglich wurde das Land von den First Nation besiedelt. In der Gegend um das heutige Armstrong lebten und leben die sowohl die Okanagan als auch die Secwepemc. Daher finden sich hier und im Umland auch geschichtliche Hinweise auf diese. Die Geschichte der regional ansässigen Bands ist jedoch nicht besonders gut dokumentiert.
Die Ansiedlung wurde nach William Charles Heaton-Armstrong benannt, einem Bankier der durch die Finanzierung der Shuswap and Okanagan Railway für die regionale Entwicklung sehr wichtig war. Er war es auch der die Verlegung der ursprünglichen Ansiedlung an die heutige Stelle veranlasste. Der neue Ort wurde gewählt, weil hier eine Abzweigung der Eisenbahnstrecke war und die bisherige Ansiedlung abseits der Strecke lag. Bereits am 1. Juli 1892 öffnete in Armstrong ein Postamt.
Nach dem Zweiten Weltkrieg nahm der Ort nochmals Aufschwung, als sich hier viele Holländer niederließen. Holländisch ist, neben deutsch, immer noch eine der hier am häufigsten gesprochenen Fremdsprachen. Neben ihrer Sprache brachten die Holländer jedoch auch die Kunst der Käseherstellung mit in die Gegend. Der örtliche Käse erfreut sich in Kanada einer gewissen Bekanntheit.

## Demographie
Der Zensus im Jahr 2016 ergab für Armstrong eine Bevölkerungszahl von 5.114 Einwohnern, nachdem der Zensus 2011 für die Gemeinde eine Bevölkerungszahl von 4.815 Einwohnern ergeben hatte. Die Bevölkerung nahm damit im Vergleich zum letzten Zensus im Jahr 2011 um 5,9 % zu und ist damit leicht über dem Provinzdurchschnitt, mit einer Bevölkerungszunahme von 5,6 %, gewachsen. Im Zensuszeitraum 2006 bis 2011 hatte die Einwohnerzahl in der Gemeinde weit überdurchschnittlich um 13,5 % zugenommen, während sie im Provinzdurchschnitt nur um 7,0 % zunahm.
Zum Zensus 2016 lag das Durchschnittsalter der Einwohner bei 45,9 Jahren, während es in der Provinz bei 42,3 Jahren lag. Das Medianalter der Einwohner wurde mit 48,7 Jahren ermittelt. Das Medianalter aller Einwohner der Provinz lag 2016 bei nur 43,0 Jahren. Zum Zensus 2011 wurde für die Gemeinde noch ein Medianalter von 46,2 Jahren ermittelt. Das Medianalter der Provinz lag 2011 bei nur 41,9 Jahren. Damit ist die Bevölkerung hier zwar immer noch deutlich älter als in der restlichen Provinz, aber Abstand der Werte nahm ab.

## Bildung
Armstrong gehört zu School District #83 – North Okanagan-Shuswap in Salmon Arm. In der Kleinstadt finden sich verschiedene Schulen; unter anderem zwei elementary school, eine middle school und eine secondary school.

## Politik
Die Zuerkennung der kommunalen Selbstverwaltung für die Stadt erfolgte am 31. März 1913 (incorporated als City).
Bürgermeister der Gemeinde ist Chris Pieper. Zusammen mit sechs weiteren Bürgern bildet er den Rat der Kleinstadt (council).

## Wirtschaft
Einer der wichtigsten Wirtschaftszweige in Armstrong ist die Land- und Forstwirtschaft.
Das Durchschnittseinkommen der Beschäftigten von Armstrong lag im Jahr 2005 bei 22.528 C $, während es zur selben Zeit im Durchschnitt der gesamten Provinz British Columbia 24.867 C $ betrug. Der Einkommensunterschied zwischen Männern (30.554 C $) und Frauen (16.680 C $) ist in Armstrong relativ groß, welcher sich unter anderem auch durch die unterschiedliche Bezahlung in den jeweiligen Hauptbeschäftigungsbereichen (Männer = herstellendes Gewerbe und Forstwirtschaft; Frauen = Beherbergungs- und Verpflegunggewerbe) erklärt.

## Verkehr
In Nord-Süd-Richtung passiert der Highway 97A das Stadtgebiet von Armstrong. Ebenfalls in Nord-Süd-Richtung passiert eine Eisenbahnstrecke der Canadian Pacific Railway die Gemeinde.
Öffentlicher Personennahverkehr wird mit einer Buslinie durch das „Vernon Regional Transit System“ angeboten, welches von BC Transit in Kooperation betrieben wird. Diese Buslinie verbindet die Gemeinde mit Vernon und Enderby.
Die Stadt hat keinen eigenen Flughafen, sondern ist nur über die Flughäfen der umliegenden Gemeinden zu erreichen.

## Söhne und Töchter der Stadt
- Shyla Stylez (1982–2017), Pornodarstellerin